# لایلا اسکو نیلسن
لایلا اسکو نیلسن (انگلیسی: Laila Schou Nilsen; ۱۸ مارس ۱۹۱۹ – ۳۰ ژوئیهٔ ۱۹۹۸) تنیس‌باز، اسکی‌باز آلپاین، بازیکن هندبال، راننده خودروی مسابقه‌ای، اسکیت‌باز سرعت، اسکی‌باز پرش، و اسکی‌باز صحرانوردی اهل نروژ بود.